# Cresilas
Cresilas (en griego Κρησίλας, Krêsílas) fue un escultor griego del siglo V a. C. contemporáneo de Fidias.

## Obras
Originario de la ciudad de Cidonia, en Creta, desarrolló su carrera en Atenas. Se le debe el retrato de Pericles llamado «olímpico» que estaba situado en la Acrópolis. Esta estatua de bronce, realizada después de la muerte del hombre de estado, le representaba de pie en una actitud próxima a la de los bronces de Riace. Ha sido reconocida en varios hermas romanos inscritos, uno de los cuales está en los Museos Vaticanos (véase aquí al lado) y otro en el Museo Británico.
Se acerca el estilo del Pericles olímpico al del tipo de Atenea llamado Palas de Velletri, cuya estatua epónima está conservada en el museo del Louvre y del tipo llamado de Diomedes con la lanza, cuyos ejemplares figuran en la Gliptoteca de Múnich (véase el artículo Diomedes) y en el Louvre.
Es también el autor de una Amazona herida realizada en el marco del concurso organizado en 440-430 a. C. para el templo de Artemisa en Éfeso y finalmente ganado por Policleto. El tipo de la Amazona herida es conocido por numerosas copias que es difícil atribuir a los diferentes competidores. Se duda generalmente  para Cresilas entre el tipo del Capitolio-Sosicles —ejemplares de los museos del Capitolio, del Vaticano y del Louvre —y el tipo Berlín-Lansdowne-Sciarra— ejemplar en el Metropolitan Museum of Art.
Se le atribuye también una estatua de herido moribundo descrito por Plinio el Viejo, quizás la misma que la «estatua de bronce de Diítrefes, herido por flechas» que vio Pausanias en la Acrópolis en el siglo II. Una basa datada de 450 a. C. lleva efectivamente la inscripción: «Hermólico, hijo de Diítrefes. Obra de Cresilas.»
Tenemos conocimiento también de un Doríforo (portador de lanza),  quizás el Diomedes mencionado debajo, de una vaca votiva a Deméter Ctonia  y de un exvoto a Atenea Tritogenia.

## Notas

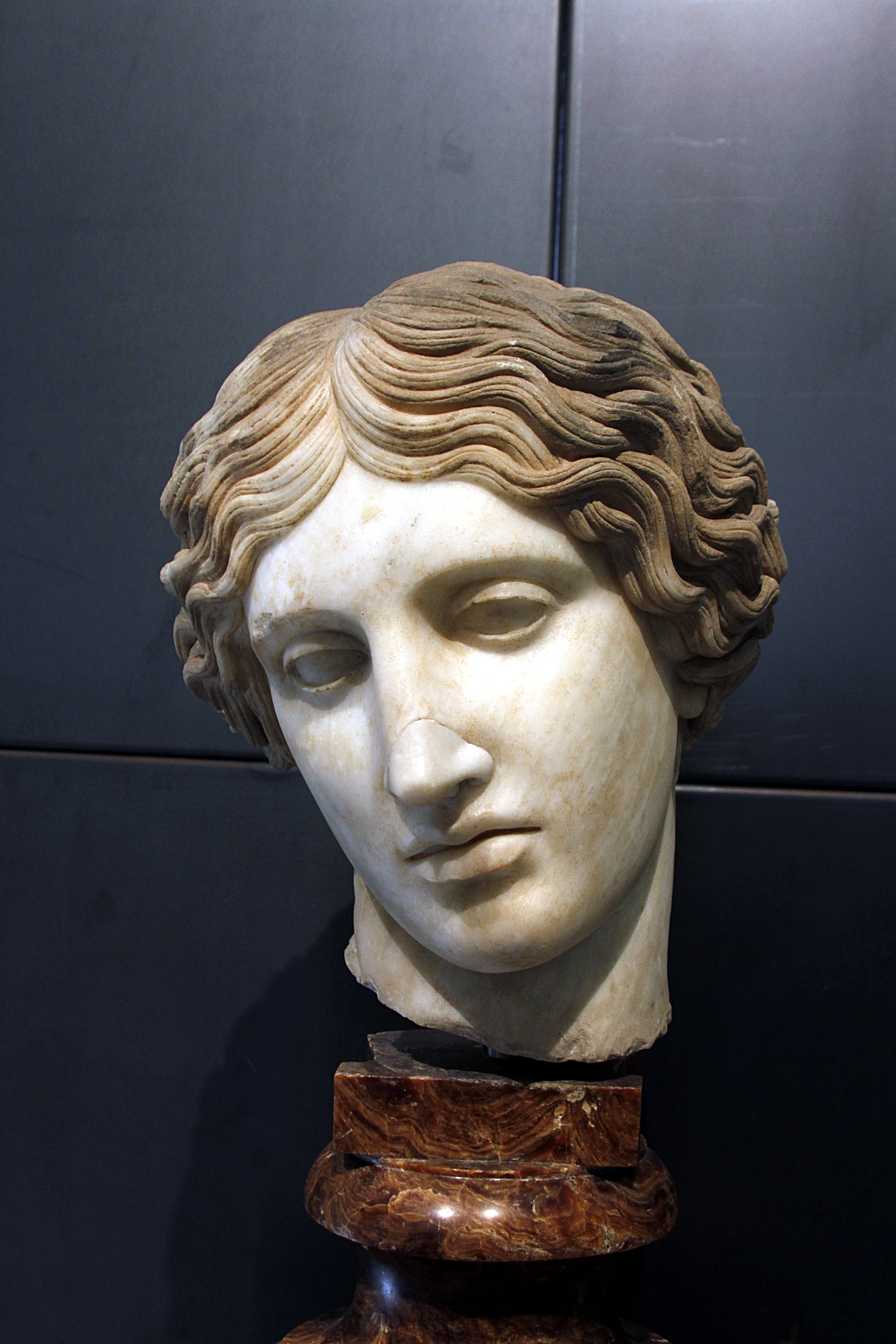
Cabeza de amazona herida del tipo Capitolio-Sosicles, copia romana, museos del Capitolio (MC 1091).